# Terremoto de Okushiri de 1993
El terremoto de Okushiri de 1993 ocurrió a las 22:17 hora local del 12 de julio de 1993 en el Mar de Japón cerca de la isla de Hokkaidō. Tuvo una magnitud de 7,7 en la escala de magnitud de momento y una intensidad máxima sentida de VIII en la escala de intensidad de Mercalli. Desencadenó un gran tsunami que causó muertes en Hokkaidō y en el sureste de Rusia, con un total de 230 muertes registradas. La isla de Okushiri fue la más afectada, con 165 víctimas por el terremoto, el tsunami y un gran deslizamiento de tierra.

## Entorno tectónico
El lado noroeste de Honshu se encuentra en el margen sureste del Mar de Japón, un área de corteza oceánica creada por la expansión del arco posterior asociado con el límite convergente donde la Placa del Pacífico se subduce debajo de la Placa de Ojotsk. La expansión fue activa desde el Oligoceno tardío hasta el Mioceno medio. La tectónica extensional asociada con la expansión formó una serie de fallas extensionales con tendencia norte-sur y cuencas sedimentarias asociadas. Actualmente el área está siendo deformada por la tectónica contraccional, provocando la inversión de estas cuencas anteriores, formando estructuras anticlinales. Se ha sugerido que la costa noroeste de Honshu representa una zona de subducción incipiente, pero sigue habiendo incertidumbres significativas sobre la existencia de la Placa de Ojotsk y la naturaleza y ubicación precisa de su límite en el Mar de Japón, si es que existe.
Esta región ha sido la ubicación de varios terremotos históricos, como los terremotos de Niigata de 1964 y del Mar de Japón de 1983, con mecanismos de falla inversa, en fallas con una tendencia aproximada de norte a sur.

## Daños
La sacudida del terremoto provocó daños moderadamente severos, VIII en la escala de Mercalli. El tsunami llegó a Okushiri entre 2 y 7 minutos después del terremoto. La Agencia Meteorológica de Japón emitió una alerta de tsunami 5 minutos después del terremoto. Sin embargo, esto era demasiado tarde para los habitantes de Okushiri. El terremoto provocó que se iniciaran incendios en la ciudad de Okushiri, lo que aumentó en gran medida el daño total.

## Características

### Terremoto
El terremoto tuvo dos sacudidas distintas. La primera duró 20 segundos, mientras que la segunda duró 35 segundos.
La ruptura ocurrió en una falla que buzaba 24 grados al este. Tenía una longitud estimada de 150 kilómetros con un desplazamiento de 2,5 metros. La isla de Okushiri se hundió entre 5 y 80 centímetros.

### Tsunami
El tsunami resultante inundó gran parte de Okushiri, a pesar de sus defensas contra tsunamis. Okushiri había sido golpeado por otro tsunami 10 años antes. Se registró una altura máxima de 32 metros en la parte occidental de la isla cerca de Monai. Se observó ampliamente un tsunami en el Mar de Japón con una altura de 3,5 metros en Akita, en el norte de Honshu, hasta 4 metros en el sureste de Rusia y hasta 2,6 metros en la costa de Corea del Sur.

### Deslizamiento de tierra
El derrumbe del puerto de Okushiri involucró un volumen de 150.000 metros cúbicos de roca. La falla por deslizamiento ocurrió en la base de un lecho de brecha volcánica. El deslizamiento ocurrió en dos fases que pueden coincidir con los dos choques separados registrados para el terremoto.

## Secuelas
El poder destructivo de este tsunami condujo a una revisión de las defensas marinas en Okushiri que implicó la construcción de esclusas de tsunami en un río y terraplenes reforzados. También se proporcionaron nuevas rutas de escape y se ayudó a los hogares a comprar receptores de transmisión de emergencia.